# Billy Talent-diszkográfia
Az alábbi oldalon a kanadai rockegyüttes, a Billy Talent diszkográfiája található. A listába három olyan album is beletartozik, ami az együttes korábbi szakaszából származik, amikor még Pezz névre hallgattak. Ez a három album a Demoluca, Dudebox, és Watoosh!. A Pezz-albumokon kívül a listában megtalálható minden album, koncertalbum, EP, DVD és kislemez.

## Stúdióalbumok
| Év   | Album                                                                        | Toplistás helyezés | Toplistás helyezés | Toplistás helyezés | Toplistás helyezés | Toplistás helyezés | Toplistás helyezés | Toplistás helyezés | Toplistás helyezés | Tanusítások                                    |
| Év   | Album                                                                        | CAN                | AUT                | FIN                | GER                | SWI                | UK                 | US                 | US Heat            | Tanusítások                                    |
| ---- | ---------------------------------------------------------------------------- | ------------------ | ------------------ | ------------------ | ------------------ | ------------------ | ------------------ | ------------------ | ------------------ | ---------------------------------------------- |
| 1998 | Watoosh![A] - Megjelent: 1999. július 23. - Label: Self-released             | —                  | —                  | —                  | —                  | —                  | —                  | —                  | —                  |                                                |
| 2003 | Billy Talent - Megjelent: 2003. szeptember 16. - Label: Warner, Atlantic     | 6                  | 38                 | —                  | 97                 | —                  | 124                | 194                | 11                 | - CAN: 3x Platinum - GER: Gold                 |
| 2006 | Billy Talent II - Megjelent: 2006. június 27. - Label: Warner, Atlantic      | 1                  | 4                  | 22                 | 1                  | 31                 | 46                 | 134                | 3                  | - CAN: 2x Platinum - GER: 3x Gold - UK: Silver |
| 2009 | Billy Talent III - Megjelent: July 14, 2009 - Label: Warner, Roadrunner      | 1                  | 2                  | 3                  | 2                  | 3                  | 35                 | 107                | 1                  | - CAN: Platinum - GER: Gold                    |
| 2012 | Dead Silence - Megjelent: 2012. szeptember 11. - Label: Atlantic, Roadrunner | 1                  | 2                  | 12                 | 1                  | 3                  | 23                 | 135                | 3                  |                                                |

- ↑ A:  A Watoosh! című album "Pezz" névem volt kiadva.

## Koncertalbumok
| Év   | Album                                                                                     | Toplistás helyezés | Toplistás helyezés | Toplistás helyezés | Toplistás helyezés | Toplistás helyezés | Toplistás helyezés | Toplistás helyezés | Tanusítások |
| Év   | Album                                                                                     | CAN                | AUT                | FIN                | GER                | SWI                | US                 | US Heat            | Tanusítások |
| ---- | ----------------------------------------------------------------------------------------- | ------------------ | ------------------ | ------------------ | ------------------ | ------------------ | ------------------ | ------------------ | ----------- |
| 2006 | Live From The UK Sept./2006 - Megjelent: 2006. szeptember 8/16. - Label: Atlantic Records | —                  | —                  | —                  | —                  | —                  | —                  | —                  |             |
| 2007 | 666 - Megjelent: 2007. november 27. - Label: Atlantic Records                             | —                  | 17                 | —                  | 31                 | —                  | —                  | —                  |             |

## EPs
| Év   | Album                                                                           |
| ---- | ------------------------------------------------------------------------------- |
| 1994 | Demoluca[B] - Megjelent: 1994 - Label: Self-released                            |
| 1995 | Dudebox[B] - Megjelent: January 1995 - Label: Self-released                     |
| 2001 | Try Honesty EP - Megjelent: 2001 - Label: Atlantic Records                      |
| 2003 | Try Honesty/Living in the Shadows - Megjelent: 2003 - Label: Self-released      |
| 2009 | Rusted from the Rain EP - Megjelent: 2009. július 28. - Label: Atlantic Records |
| 2010 | iTunes Session - Megjelent: 2010. február 16. - Label: iTunes                   |

- ↑ B:  Demoluca és a Dudebox a zenekar előző nevén, Pezz néven voltak megjelentetve.

## DVD
- Scandalous Travelers (2004)

## Kislemezek
| Év   | Szám                               | Toplistás helyezések | Toplistás helyezések | Toplistás helyezések | Toplistás helyezések | Toplistás helyezések | Toplistás helyezések | Album                   |
| Év   | Szám                               | CAN                  | AUT                  | GER                  | SWI                  | UK                   | US Mod               | Album                   |
| ---- | ---------------------------------- | -------------------- | -------------------- | -------------------- | -------------------- | -------------------- | -------------------- | ----------------------- |
| 2003 | "Try Honesty"                      | 68                   | —                    | —                    | —                    | 68                   | 24                   | Billy Talent            |
| 2004 | "The Ex"                           | 61                   | —                    | —                    | —                    | 61                   | —                    | Billy Talent            |
| 2004 | "River Below"                      | 70                   | —                    | —                    | —                    | 70                   | —                    | Billy Talent            |
| 2004 | "Nothing to Lose"                  | —                    | —                    | —                    | —                    | —                    | —                    | Billy Talent            |
| 2006 | "Devil in a Midnight Mass"         | 4                    | —                    | —                    | —                    | 66                   | —                    | Billy Talent II         |
| 2006 | "Red Flag"                         | 19                   | 19                   | 34                   | —                    | 49                   | —                    | Billy Talent II         |
| 2006 | "Fallen Leaves"                    | 22                   | 34                   | 35                   | 91                   | 104                  | —                    | Billy Talent II         |
| 2007 | "Surrender"                        | 22                   | 45                   | 46                   | —                    | —                    | —                    | Billy Talent II         |
| 2007 | "This Suffering"                   | 93                   | —                    | —                    | —                    | —                    | —                    | Billy Talent II         |
| 2008 | "Turn Your Back" (feat. Anti-Flag) | 23                   | 50                   | —                    | —                    | —                    | —                    | "Turn Your Back" single |
| 2009 | "Rusted from the Rain"             | 9                    | 19                   | 14                   | 53                   | —                    | —                    | Billy Talent III        |
| 2009 | "Devil on My Shoulder"             | 46                   | —                    | —                    | —                    | —                    | —                    | Billy Talent III        |
| 2010 | "Saint Veronika"                   | 62                   | —                    | —                    | —                    | —                    | —                    | Billy Talent III        |
| 2010 | "Diamond on a Landmine"            | 88                   | —                    | —                    | —                    | —                    | —                    | Billy Talent III        |
| 2012 | "Viking Death March"               | 69                   | —                    | —                    | —                    | —                    | —                    | Dead Silence            |
| 2012 | "Surprise Surprise"                | 77                   | —                    | 77                   | —                    | —                    | —                    | Dead Silence            |
| 2013 | "Stand Up and Run"                 | —                    | —                    | —                    | —                    | —                    | —                    | Dead Silence            |

## Videóklipek
| Év   | Cím                        | Rendező                     |
| ---- | -------------------------- | --------------------------- |
| 2003 | "Try Honesty"              | Sean Michael Turrell        |
| 2004 | "The Ex"                   | Billy Talent & Shawn Maher  |
| 2004 | "River Below"              | Sean Michael Turrell        |
| 2004 | "Nothing to Lose"          | Sean Michael Turrell        |
| 2006 | "Devil in a Midnight Mass" | Sean Michael Turrell        |
| 2006 | "Red Flag"                 | Floria Sigismondi           |
| 2006 | "Fallen Leaves"            | Dean Karr                   |
| 2007 | "Surrender"                | Phil Harder                 |
| 2007 | "The Navy Song"            | ???                         |
| 2007 | "This Suffering"           | Pierre & Francois Lamoureux |
| 2009 | "Rusted From the Rain"     | Wayne Isham                 |
| 2009 | "Devil on My Shoulder"     | Howard Greenhalgh           |
| 2010 | "Saint Veronika"           | Michael Maxxis              |